# Libertà di pensiero e di parola negli Stati Uniti d'America
La libertà di pensiero e di parola negli Stati Uniti d'America ha dei limiti quando certe frasi o parole possono per indicare discorsi o azioni il cui scopo principale è quello di creare panico, come, ad esempio Gridare al fuoco in un teatro affollato ed altri discorsi o azioni che per questo motivo possono essere considerati al di fuori dell'ambito della libertà di espressione. La frase è una parafrasi di un dictum, o dichiarazione non vincolante, del giudice Oliver Wendell Holmes, Jr. nella sua opinione nella causa United States Supreme Court Schenck v. United States del 1919, che stabilì che il discorso dell'imputato contro la coscrizione durante la prima guerra mondiale non era protetto dalla libertà di parola ai sensi del Primo Emendamento della Costituzione degli Stati Uniti. Il caso è stato successivamente parzialmente ribaltato dalla sentenza Brandenburg v. Ohio del 1969, che ha limitato la portata della libertà di parola vietata a quella diretta e suscettibile di incitare azioni illegali imminenti (ad esempio, una rivolta immediata).
La parafrasi differisce dalla formulazione originale di Holmes in quanto non include la parola “falsamente”, mentre aggiunge la parola ‘affollato’ per descrivere il teatro.
L'esclamazione “al fuoco!” di per sé non è generalmente illegale negli Stati Uniti: "a volte si potrebbe gridare ‘al fuoco’ in un teatro affollato senza incorrere in alcuna punizione. Il teatro potrebbe effettivamente essere in fiamme. Oppure si potrebbe ragionevolmente credere che il teatro sia in fiamme“. Inoltre, nell'ambito della dottrina della libertà di parola protetta dal primo emendamento negli Stati Uniti, gridare ”al fuoco!“ come espressione verbale non è di per sé un evento giuridicamente problematico, ma piuttosto ”ci sono scenari in cui mentire intenzionalmente su un incendio in un teatro affollato e causare una fuga precipitosa potrebbe portare a un'accusa di condotta disordinata o a un'accusa simile".

## Contesto
Si prende come spunto la frase relativa al fuoco in un teatro il problema all'epoca frequente che nel XIX e all'inizio del XX secolo, non erano rari i casi di panico causato da false grida di “al fuoco” in teatri affollati e altri luoghi pubblici. Tra i più noti, il Disastro del Teatro dell'Opera di Canonsburg del 1911 causò 26 morti, mentre il Disastro dell'Italian Hall del 1913 provocò 73 vittime nella calca che seguì un falso allarme in una sala banchetti affollata.
Il problema era così diffuso che la persona che gridava falsamente “al fuoco” divenne uno stereotipo nella letteratura popolare, rappresentando un esempio di comportamento sciocco o malvagio.
In alcune giurisdizioni furono emanate leggi per proteggere il pubblico da tali panici, come il codice municipale di Indianapolis del 1917, che rendeva illegale «lanciare un falso allarme di “incendio” in qualsiasi chiesa, sala pubblica, teatro, sala cinematografica o qualsiasi altro edificio di carattere simile o diverso, mentre lo stesso è occupato da un assembramento pubblico».
Il primo uso conosciuto dell'analogia nel contesto della libertà di parola avvenne nel processo del 1918 contro Eugene V. Debs. Debs fu accusato di violazione della Legge sullo spionaggio del 1917 per un discorso contro la guerra che aveva tenuto a Canton, Ohio. Nella sua arringa finale, Debs offrì come unica difesa legale il fatto che il suo discorso era protetto dal Primo Emendamento. Il procuratore federale Edwin Wertz ribatté poi nella sua replica finale:
«Ora, lui dice che la Costituzione degli Stati Uniti gli dà il diritto di fare quello che ha fatto a Canton. La Costituzione dice che non ci può essere alcuna limitazione alla libertà di parola, è vero; ma è anche vero che se qualcuno in un teatro pieno di gente grida “al fuoco” e non c'è nessun incendio, e si crea il panico e qualcuno viene calpestato a morte, può essere giustamente accusato di omicidio e può essere condannato e finire sulla sedia elettrica per aver gridato senza motivo. Questo è una limitazione del diritto alla libertà di parola secondo l'idea dell'imputato.
[...] Secondo la sua teoria, un tizio potrebbe entrare in un teatro pieno di gente, o anche tra di noi, e gridare “al fuoco” quando non c'è nessun incendio, e la gente si accalcherebbe e morirebbe, e lui non verrebbe punito perché la Costituzione dice che ha il diritto di dire quello che vuole.»
Gli storici deducono che Oliver Wendell Holmes abbia letto il discorso di Wertz mentre preparava la sua opinione nel caso Debs contro gli Stati Uniti e abbia adottato l'analogia nel caso Schenck.

## Il casoSchenck

### Decisione
Holmes, scrivendo a nome di una Corte unanime, stabilì che distribuire volantini contro la coscrizione durante la prima guerra mondiale costituiva una violazione della Legge sullo spionaggio del 1917 (modificata dalla Legge sulla sedizione del 1918). Holmes sostenne che questa limitazione della libertà di parola era ammissibile perché rappresentava un “pericolo chiaro e presente” nei confronti degli sforzi di reclutamento del governo per la guerra. Holmes scrisse:

### Retaggio
La sentenza della Corte Suprema nel caso Schenck fu in seguito parzialmente ribaltata dalla sentenza Brandenburg v. Ohio del 1969, in cui la Corte Suprema stabilì che “le garanzie costituzionali della libertà di parola e di stampa non consentono a uno Stato di vietare o proibire l'incitamento all'uso della forza o alla violazione della legge, salvo nei casi in cui tale incitamento sia diretto a provocare o produrre un'azione illegale imminente e sia suscettibile di provocare o produrre tale azione”. Il test nel caso Brandenburg è l'attuale giurisprudenza della Corte Suprema sulla capacità del governo di punire un'espressione dopo che essa è stata pronunciata. Nonostante la limitazione del caso Schenck, l'espressione “gridare al fuoco in un teatro affollato” è diventata sinonimo di espressione che, a causa del suo pericolo di provocare violenza, non è protetta dal Primo Emendamento.
In definitiva, la legalità negli Stati Uniti del gridare falsamente al fuoco in un teatro dipende dalle circostanze in cui viene fatto e dalle conseguenze che ne derivano. L'atto di gridare “al fuoco” quando non vi sono motivi ragionevoli per credere che ci sia un incendio non è di per sé un reato, né lo sarebbe semplicemente per il fatto di essere stato compiuto all'interno di un teatro, affollato o meno. Tuttavia, se provoca una fuga precipitosa e qualcuno muore, allora l'atto potrebbe costituire un reato, come l'omicidio colposo, a condizione che siano presenti gli altri elementi costitutivi di tale reato. Analogamente, leggi statali come Statuto rivisto del Colorado § 18-8-111 classificano come reato minore la “segnalazione falsa di un'emergenza”, compresi i falsi allarmi di incendio, se gli occupanti dell'edificio sono costretti ad evacuare o ad allontanarsi, e come reato grave se l'intervento di emergenza provoca lesioni gravi o la morte di un'altra persona. In modo un po' più banale, in alcuni Stati è reato anche solo fare consapevolmente una falsa segnalazione, o causare consapevolmente una falsa segnalazione, di un'emergenza ai servizi di emergenza. Nella legge appena citata, ad esempio, è reato causare consapevolmente “un falso allarme di incendio” a “qualsiasi... agenzia governativa che si occupa di emergenze che comportano pericolo per la vita o la proprietà”. Questo reato potrebbe plausibilmente essere configurato nel caso in cui, ad esempio, in risposta al falso grido, un passante innocente chiami i servizi di emergenza per segnalare l'incendio e ciò sia ritenuto una reazione prevedibile ai gridi, tanto da ritenere che chi ha gridato abbia causato la falsa segnalazione.

### Critiche
Christopher M. Finan, direttore esecutivo della National Coalition Against Censorship, scrive che il giudice Holmes iniziò a dubitare della sua decisione a causa delle critiche ricevute dagli attivisti per la libertà di parola. Incontrò anche il giurista Zechariah Chafee e discusse con lui il suo articolo “Freedom of Speech in War Times”. (La libertà di parola in tempo di guerra), pubblicato sulla Revisione della Legge di Harvard. Secondo Finan, il cambiamento di opinione di Holmes influenzò la sua decisione di unirsi alla minoranza e dissentire nel caso Abrams v. United States. Abrams fu espulso per aver distribuito volantini in cui si affermava che gli Stati Uniti non dovevano intervenire nella Rivoluzione russa. Holmes e Brandeis affermarono che “un volantino sciocco scritto da un uomo sconosciuto” non doveva essere considerato illegale. Chafee sostenne in Free Speech in the United States che un'analogia migliore nel caso Schenck poteva essere quella di un uomo che si alza in un teatro e avverte il pubblico che non ci sono abbastanza uscite di sicurezza.
Nelle sue osservazioni introduttive a un dibattito del 2006 in difesa della libertà di parola, lo scrittore Christopher Hitchens ha parodiato la sentenza Holmes esordendo con “AL FUOCO! Al fuoco, al fuoco... al fuoco. Ora l'avete ascoltata”, prima di condannare la famosa analogia come “il verdetto fatuo del troppo lodato giudice Oliver Wendell Holmes”. Hitchens sosteneva che i “socialisti di lingua yiddish” che protestavano contro l'entrata in guerra degli Stati Uniti nella prima guerra mondiale, incarcerati per decisione della Corte, “erano i veri pompieri, erano quelli che gridavano al fuoco quando c'era davvero un incendio, in un teatro davvero affollato. E chi deve decidere?”.
La scrittrice Emma Camp ha sottolineato che la sentenza Schenck contro gli Stati Uniti non affrontava in realtà la controversia sull'illegalità o meno di “gridare al fuoco in un teatro affollato”, poiché questa analogia era semplicemente un'affermazione non vincolante usata per illustrare il punto di vista del giudice Holmes.
Ken White, avvocato e proprietario di Popehat, ha affermato che, anche se la sentenza Schenck v. United States ha affermato che il Primo Emendamento non è assoluto, “non si può gridare al fuoco in un teatro affollato” è spesso usato come diversivo quando si discute se un particolare caso di espressione rientri o meno nelle eccezioni stabilite dalla Corte Suprema. Citando la successiva sentenza United States v. Stevens, White ha anche sottolineato che le limitazioni attualmente accettate al Primo Emendamento sono ristrette e ben definite, ed è improbabile che la corte ne introduca di nuove basate sul bilanciamento tra il valore di alcuni discorsi e il potenziale danno che essi possono arrecare alla società.

## Casi storici
In diverse occasioni, in luoghi pubblici affollati, alcune persone hanno gridato falsamente “Al fuoco!” o sono state fraintese, causando il panico, come ad esempio:
- Al Mount Morris Theater, Harlem, New York nel settembre 1884. Durante la scena dell'incendio di “Storm Beaten”, qualcuno in galleria gridò “Al fuoco!” tre volte. Lo spettacolo continuò e un agente di polizia e un poliziotto arrestarono un giovane.[34]
- Nella fuga precipitosa dalla Shiloh Baptist Church, Birmingham, Alabama il 19 settembre 1902. Oltre 100 persone morirono quando qualcuno nel coro gridò “C'è una rissa!”. ‘Rissa’ fu frainteso come “fuoco” in una chiesa affollata da circa 3000 persone, causando il panico e una calca.[35]
- Nel Disastro dell'Italian Hall, Calumet, Michigan il 24 dicembre 1913. Settantatre uomini, donne e bambini, per lo più minatori in sciopero e le loro famiglie, morirono in una calca quando qualcuno gridò falsamente (“Al fuoco!”) durante una festa di Natale affollata.[36]
- Nella Basilica di Santa Teresa, a Caracas, in Venezuela, il 9 aprile 1952. 50 persone morirono dopo che qualcuno gridò “Al fuoco!”. 40 persone furono arrestate in relazione alla calca.[37][38][39]
- Al Raymond Cinema 3, Mandaluyong, Metro Manila, il 26 dicembre 1987, una ragazza di 13 anni morì per emorragia interna mentre molti spettatori rimasero feriti a causa di una calca iniziata quando un uomo gridò “Sunog!” tre volte nel cinema affollato durante una proiezione serale del film ‘'Non lasciate che i cadaveri vivano’', presentato al Metro Manila Film Festival.[40]

Al contrario, durante l'incendio del Brooklyn Theatre del 5 dicembre 1876, il personale del teatro, per evitare di causare il panico, non gridò “al fuoco” e finse invece che l'incendio facesse parte dello spettacolo. Ciò ritardò l'evacuazione, causando la morte di almeno 278 persone.

## Casi rilevanti
- Masses Publishing Co. v. Patten (1917) [41]
- Whitney v. California, (1927) [42]
- Chaplinsky v. New Hampshire, (1942) [43]
- Korematsu v. United States (1944) [44]
- Terminiello v. Chicago, (1949) [45]
- Feiner v. New York, (1951) [46]
- Dennis v. United States (1951) [47]
- Sacher v. United States  (1952) [48]
- Yates v. United States (1957) [49]
- Hess v. Indiana (1973) [50]